# Olivia (Carolina del Norte)
Olivia es un área no incorporada ubicada del condado de Harnett en el estado estadounidense de Carolina del Norte. La comunidad se encuentra centrada en el Municipio de Barbacue de condado de Harnett, pero también abarca partes de municipio de Anderson Creek cerca de la línea del Condado de Lee. 

## Historia
Olivia fue originalmente llamado "Rock Poder" y fue fundada alrededor del año 1865, pero el nombre fue cambiado en 1913 para honrar a WJ Oliva, quien introdujo el tabaco curado Tabaco para la comunidad.

## Demografía
Olivia (código postal 28368) tiene una población de alrededor de 443 como de la 2000. La población es de 50,6% hombres y 49.4% mujeres. Cerca de un 83,1% de la población es blanco, cerca de un 11.1% es afroamericano, un 5,8% es hispano, un 0,9% es asiático, y el 2,8% restante tiene otros orígenes. Aproximadamente un 1,8% de las personas tienen más de uno o dos orígnees y no hay indios americanos.
La media de ingresos por hogar es de unos $20.500 anuales con un 31,3% de la población bajo el umbral de pobreza nacional..